# Гусаков, Борис Васильевич
Бори́с Васи́льевич Гусако́в (1 января 1938, Салтыковка, Реутовский район, Московская область, РСФСР, СССР — 27 декабря 1970, Москва, РСФСР, СССР) — советский серийный убийца и насильник, совершивший в 1963—1968 годах 15 нападений на девочек и девушек, в том числе 6 убийств.

## Биография

### Детство
Родился 1 января 1938 года в посёлке Салтыковка Реутовского района Московской области. С детства страдал разного рода психическими заболеваниями. Одной из причин этого стало то, что Гусаков родился в семье алкоголиков, а его родная мать страдала шизофренией и на момент приговора скончалась в психиатрической больнице. Но шла Великая Отечественная война, и на странности Гусакова внимания никто не обращал. Воспитывался бабушкой. В возрасте 3 лет Борис стал свидетелем жуткой сцены: сброшенная немцами бомба убила несколько человек, в том числе девочку-подростка, которой оторвало голову. В дальнейшем на допросах Гусаков говорил, что, совершая нападения на своих жертв, хотел снова пережить сцену, увиденную в детстве. Учился посредственно. Лишился девственности в 15 лет. В 16 лет пережил черепно-мозговую травму с потерей сознания.

### Работа и семья
В 1955 году окончил школу. Высшего образования не имел. Увлекался фотографией. Это занятие повлияло и на выбор профессии Гусакова. С 1958 по 1961 год проходил службу в советской армии, параллельно окончил курсы аэрофотосъëмки. Вернувшись из армии, через год он был осуждён за кражу личного имущества граждан условно. С мая 1962 по июль 1965 года работал фотографом на фабрике «Картолитографии» ГАПУ, характеризовался положительно. С августа 1965 по июль 1966 года работал старшим лаборантом кино-фото отделения ЦНИИПО Министерства охраны общественного порядка РСФСР, с января 1967 по январь 1968 года — инженером кинофотолаборатории института экспериментальной и химической онкологии АМН СССР. Имел замечания по работе, нарушал трудовую дисциплину, конфликтовал с коллегами по поводу его «нетактичного отношения к женщинам».
С 1 по 23 февраля 1968 года работал шофёром автобазы Московского почтамта. С февраля до мая 1968 года постоянного места работы не имел, жил случайными заработками. До 14 мая 1968 года работал в Московском детском приёмнике-распределителе УООП Мосгорисполкома заведующим фотолабораторией. В 1958 году женился. Его жена в момент ареста Гусакова работала в московской школе № 640 библиотекарем. В 1968 году родилась дочь. С женой обращался жестоко, истязал её. Предпочитал оральный и анальный секс, во время которых рвал жене бельë, кусал её, бил, требовал выполнения всех изощренных сексуальных фантазий. Имел ряд половых девиаций: занимался онанизмом, надев на себя женское бельë, подглядывал за женщинами в общественных туалетах, когда они переодеваются или моются; прикасался и терелся об них в общественном транспорте.

### Убийства
В конце декабря 1963 года 25-летний Гусаков совершил первое нападение на девушку в Московском историко-архивном институте. Оно было неудачным, так как жертва оказала ему сопротивление и вырвалась. Когда он выбежал во двор, наряд боевой комсомольской дружины попытался задержать маньяка, но тот скрылся. Тогда высказывалось предположение о том, что нападение совершил «Мосгаз» — маньяк Владимир Ионесян, орудовавший в декабре 1963 — январе 1964 года в Москве и Иванове.
Обычно Гусаков убивал людей, нанося им удары тяжëлой палкой по голове. 21 июня 1964 года на территории Томилинского лесопарка, расположенного на территории Люберецкого района Московской области, Гусаков совершил первое убийство. Жертвой стала 11-летняя школьница Валя Щербакова. Гусаков набросился на неё, изнасиловал и убил, нанеся 7 ударов тупым предметом по голове.
4 сентября 1965 года Гусаков убил вторую жертву (Валентину Янову). Убийство вновь сопровождалось изнасилованием и также было совершено в Томилинском лесопарке. К 1968 году, когда Гусаков стал совершать новые убийства девушек, дела о его первых убийствах были засекречены.
11 марта 1968 года Гусаков изнасиловал и убил двух студенток-первокурсниц (Ольгу Романову и Елену Красовскую) в «курилке» на чердаке МЭИ. Преступник, убив девушек ударами по голове обрезком стальной водопроводной трубы, положил их тела друг на друга в позу полового акта и занялся мастурбацией, после чего бросил орудие убийства на полу и скрылся. На трубе был обнаружен отпечаток пальца преступника. Выяснилось, что последний раз девушек видели с их однокурсником Олегом Рябковым. Однако его отпечатки пальцев не совпали с отпечатком, оставленным на орудии преступления. На стене чердака МЭИ была обнаружена надпись, адресованная убитым девушкам. В ней упоминались некие Игорь и Сергей. Следствие вышло на двух молодых людей с этими именами, но и их отпечатки пальцев не совпали с отпечатком маньяка.
В апреле 1968 года Гусаков убил 9-летнюю девочку.
Затем он напал на влюблённую пару. Перед нападением он ударил тупым предметом молодого человека, а потом убил девушку (Ольгу Андрееву).

### Арест, следствие и суд
Выживший мужчина смог описать нападавшего. Оба преступления были совершены в Люберецком районе, после чего сыщики решили изучить все подобные нападения за последние годы. Выяснилось, что убийства Щербаковой и Яновой были совершены тем же преступником, что и убийство трёх девушек весной 1968 года.
15 мая 1968 года Гусаков познакомился с двумя десятиклассницами из Серпухова. Он предложил им поехать в его загородний дом. Они согласились. Гусаков угостил их конфетами, однако девушки почувствовали странный вкус. Выяснилось, что в конфетах содержалось седативное вещество аминазин, используемое маньяком для того, чтобы подавить волю жертв и вызвать у них апатию. Гусаков набросился на девушек и стал наносить им удары кузнечным зубилом по голове, однако они повалили преступника на землю и вырвались. Маньяк бросился в погоню, однако рядом с местом преступления находился милиционер, который и задержал маньяка.
В 1969 году Борис Гусаков был приговорён к смертной казни через расстрел. Прошение о помиловании было отклонено, и 27 декабря 1970 года приговор был приведён в исполнение.

## В массовой культуре
- Документальный фильм «Красавицы и чудовище» из цикла «Следствие вели» (2007)[2]